# Zastępca pierwszego ministra Szkocji
Zastępca pierwszego ministra Szkocji (ang. Deputy First Minister of Scotland, gael. Leas-Phrìomh Mhinistear na h-Alba, scots Heid Meinister Depute o Scotland) – zastępuje pierwszego ministra na uroczystościach i obradach egzekutywy. W razie śmierci lub niespodziewanej dymisji swego zwierzchnika zostaje p.o. pierwszego ministra (dwa razy był nim Jim Wallace).
- Jim Wallace (19 maja 1999 – 23 czerwca 2005, Szkocka Partia Liberalnych Demokratów)
- Nicol Stephen (27 czerwca 2005 – 17 maja 2007, Szkocka Partia Liberalnych Demokratów)
- Nicola Sturgeon (17 maja 2007 - 19 listopada 2014, Szkocka Partia Narodowa)
- John Swinney (21 listopada 2014 - 29 marca 2023, Szkocka Partia Narodowa)
- Shona Robison (29 marca 2023 - 8 maja 2024, Szkocka Partia Narodowa)
- Kate Forbes (od 8 maja 2024, Szkocka Partia Narodowa)